# Caverna d'Escoteino
La caverna d'Escoteino  (grec: σπήλαιο Σκοτεινού/Spilaio Skoteinoú) o cova Skotino, també coneguda com la cova d'Agia Paraskevi (o Agia Parasceví), és una dels més grans i més impressionants entre els centenars de coves de Creta. s'ha utilitzat com a santuari des del tercer mil·lenni ae fins a època romana, quan es transformà en un santuari cristià, una tradició que en certa manera encara es manté, doncs per sobre d'ella hi ha una capella dedicada a Santa Paraskeva, on cada any es fa un romiatge el 26 de juliol. En l'opinió de l'arqueòleg Paul Faure, la cova podria haver estat el cèlebre laberint de Creta.

## Localització i descripció

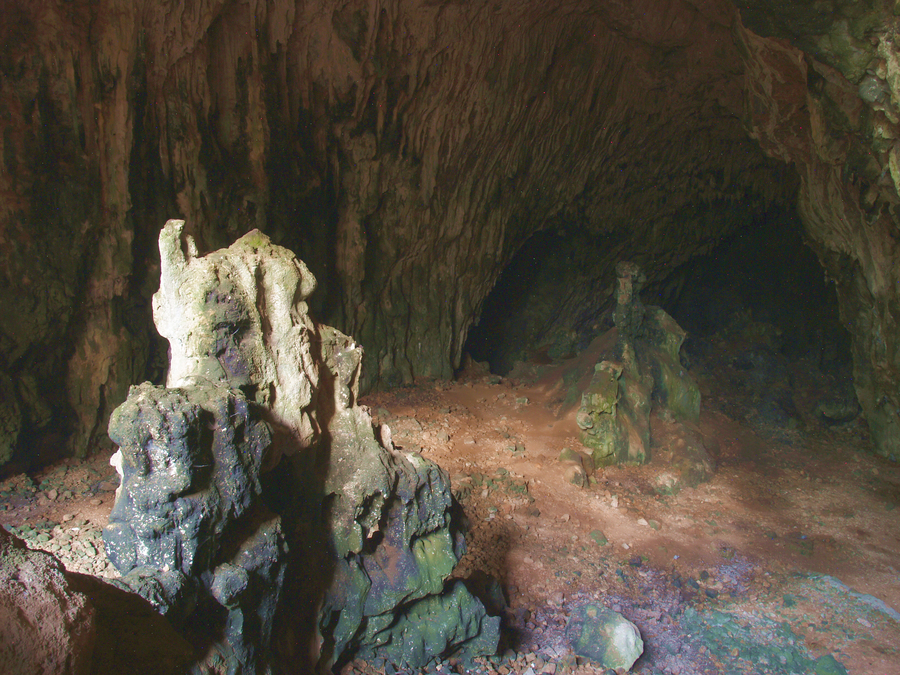
Interior de la caverna

La cova és a la part alta d'un turó, a 225 m d'altitud, al nord-oest del poble d'Escoteino, en la unitat municipal de Guves i en la unitat perifèrica d'Iràklio. En línia recta es troba a 1,2 km d'Escoteino, a 1,6 km a l'oest del llogaret de Guves i a 3,3 km al sud de la costa del mar de Creta.
La cova té prop de 2.500 m² de superfície, 160 m de profunditat, 36 m d'ample i recórrer-la íntegrament implica un trajecte de 450 m. Té diverses formacions complexes d'estalagmites i estalactites, algunes en recorden figures humanes i d'animals. Després de l'entrada, hi ha una cambra principal, la Mega Nao, amb 130 m de llarg per 33 d'ample i 30 d'alçada. Més a baix i a la dreta hi ha una profusió d'estalactites, algunes n'arriben fins al sòl. Continuant baixant, hi ha una cambra més petita, coneguda com l'«Altar», amb 24 m de llarg per 8,5 d'ample i 25 d'altura, on es feien sacrificis. Al sòl hi ha drenatges que devien usar-se per a libacions i ofrenes a les divinitats de l'inframon (sang, oli, vi, etc.).
A l'esquerra de la primera cambra, n'hi ha una altra, l'«Adyton», amb 15 m per 8 m i 2,3 m d'altura, que condueix a l'altra entrada. La cambra considerada més espectacular, coneguda com la «sala d'Adoració», situada entre l'«Altar» i l'«Adyton», és a 50 m sota el nivell de l'entrada; és arcada i fa 12 m per 12,5 m per 10 m a 15 m d'altura. A l'hivern aquesta cambra queda negada fins a un terç de l'alçada. S'hi arriba per un corredor de 12 m de llarg i 2 m d'ample. Més amunt, l'anomenada «cambra d'Oracions» té només 7,5 per 5 m, i innombrables estalactites i estalagmites, que formen columnes. També hi ha un altre petit espai, conegut localment com «La capelleta», amb 12,5 m de llarg i 1,5 a 5 m d'ample.
La capella dedicada a santa Paraskeva se situa a la part nord del barranc on es troba l'entrada principal. La construïren durant el període venecià.

## Excavacions
Es feren excavacions a la cova al 1933 per Arthur Evans i John Pendlebury; Paul Faure al 1953 i Costis Davaras al 1962. Les troballes indiquen que el lloc s'utilitzà com a santuari del període minoic mitjà al període romà, quan el transformaren en un santuari cristià. Fou un santuari important dedicat a una divinitat femenina de la fertilitat, presumiblement Britomartis. Durant les èpoques clàssiques grega i romana, la dea de la fertilitat Àrtemis o la seua equivalent Diana substituïren la deïtat minoica.
Entre les troballes arqueològiques, n'hi ha un nombre considerable d'ofrenes votives en forma d'objectes de bronze i de ceràmica, una tradició que, quatre mil anys després del seu inici, té continuïtat en els innombrables exvots deixats a la capella pels pelegrins.